# Personaggi di Distretto di Polizia

## Commissari e vice questori

### Giovanna Scalise
Giovanna Scalise (Isabella Ferrari) [stagioni 1-2, guest 3] è il primo commissario che conosciamo del X Tuscolano. Donna dura e autoritaria, viene trasferita da Palermo a Roma dopo la morte del marito Ferdinando, giornalista ucciso dalla mafia. Al suo arrivo al X Tuscolano si impone come un commissario rigido e determinato, attirandosi l'antipatia e la soggezione dei sottoposti. Quando però il distretto scopre il passato della Scalise, comincia a guardarla con occhi diversi e pian piano la stessa Giovanna arriva ad aprirsi con i suoi uomini fino a costruire con loro un rapporto di stima e complicità. La donna però viene rintracciata dalla famiglia mafiosa dei Tonnara, che tenta in ogni modo di eliminarla, poiché è la testimone chiave nel processo contro di loro. I Tonnara cercano di uccidere Livia, la figlia del commissario, ma la ragazza si salva grazie all'intervento dell'ispettore Walter Manrico e dell'agente Nina Moretti, che perde la vita nell'agguato. La Scalise viene messa sotto scorta e allontanata dai figli e dall'anziana madre; in questo periodo la vicinanza dei suoi sottoposti è indispensabile per Giovanna, che nel frattempo si trova costretta a respingere le avances del pm Arturo Stasi. Qualche tempo dopo si scoprirà che proprio quest'ultimo è la talpa dei Tonnara all'interno del distretto e che è stato incaricato dalla mafia di consegnare loro il commissario Scalise. Stasi, sinceramente legato a Giovanna, preferisce uccidersi piuttosto che continuare a tradirla. Alla fine, durante il Maxi processo, il clan dei Tonnara viene condannato all'ergastolo ma il boss Vito riesce a scappare. Nella seconda stagione il figlio di Vito Tonnara muore in carcere e l'uomo, imputando tutte le colpe a Giovanna, si prefissa l'obiettivo di ucciderla. Nel frattempo la donna scopre di essere incinta di Manrico, con il quale ha intrapreso una relazione. Tonnara, attraverso il giovane barista Saro, pianifica un agguato alla Scalise e riesce a mettere in atto la sua vendetta. Tuttavia Giovanna si salva grazie ad un giubbotto antiproiettile e Tonnara si vede costretto a scendere in campo personalmente. Dopo svariati appostamenti, una mattina riesce ad allontanare tutti gli agenti dal distretto e a introdursi nell'ufficio del commissario. Mentre Vito la minaccia con una pistola, Giovanna ha le contrazioni e grazie al pronto intervento di Mauro Belli, che distrae il boss, il commissario riesce ad ucciderlo appena prima che lui le spari. L'incubo di Giovanna è finalmente terminato e la donna, dopo aver partorito, informa i suoi uomini di aver chiesto un periodo di aspettativa per potersi dedicare alla sua famiglia e torna a Palermo. Nella terza stagione al posto di Giovanna arriva un nuovo commissario: Giulia Corsi. La donna diviene vittima di Carla Monti, una psicopatica che uccide Angela, la moglie dell'ispettore Ardenzi, e invia una bomba al X Tuscolano. Nell'esplosione resta gravemente ferito l'ispettore Paolo Libero, fidanzato di Giulia. La Scalise, appresa la notizia, accorre al distretto per sostenere la sua vecchia squadra e ha un intenso dialogo con la Corsi, durante il quale la sprona a fidarsi dei suoi uomini. Quando Paolo si riprende dal coma, Giovanna è la prima persona ad essere ringraziata da Giulia.

### Giulia Corsi
Giulia Corsi (Claudia Pandolfi) [stagioni 3-5, 10, guest 6] è il secondo commissario capo del X Tuscolano, assegnata lì come primo incarico. È laureata in giurisprudenza. Nata nel 1974, si ritrova molto giovane ad allevare la sorella Sabina,  interpretata da Giulia Michelini, in seguito all'attentato costato la vita ai suoi genitori (uccisi dal caposcorta Luigi Greco su ordine del professor De Santis). Fra le due sorelle i rapporti non sono sempre facili. Giulia è una donna molto determinata e dura con se stessa. Fidanzata con l'ispettore Paolo Libero, il quale viene ucciso durante un'indagine riguardante una rete di pedofilia (in cui anche suo padre aveva scoperto una rete di pedofilia in cui veniva coinvolta addirittura la mafia) nella quarta stagione. Durante la quinta stagione si fidanza con il capitano dei carabinieri Davide Rea: con lui decide di trasferirsi a Trieste al termine della quinta stagione. Giulia torna in scena nella decima stagione, non più come commissario, bensì come Vice questore di Palermo. Si è ormai lasciata con Davide e deve trovare il vero mandante dell'omicidio del compagno Paolo per il quale cerca in tutti i modi di riaprire le indagini, con l'aiuto di Luca Benvenuto, ormai divenuto vicequestore aggiunto del commissariato. La sua prima apparizione avviene durante il primo episodio della terza stagione intitolato "Minuti contati", poi fa una piccola apparizione nella sesta stagione del decimo episodio "L'ultimo addio", durante il funerale del collega e amico Mauro Belli. Giulia ritorna in scena stabilmente nella decima stagione dal primo episodio "Passato, Presente".

### Roberto Ardenzi
Roberto Ardenzi (Giorgio Tirabassi) [stagioni 1-6, guest 7] è l'ispettore capo del X Tuscolano. Quando nella prima stagione arriva il nuovo commissario Giovanna Scalise lui ha in mano la responsabilità di tutto il Distretto in quanto possiede il grado più alto. Grande amico di Mauro Belli, i due si conoscono dall'infanzia e si considerano come fratelli. È deciso, attento e riflessivo e spesso grazie a lui vengono risolti parecchi casi. Nella seconda stagione avrà una figlia, Mauretta, dalla moglie Angela. Quest'ultima muore in un apparente tragico incidente alla fine della seconda stagione.  Nella terza stagione indagherà con i colleghi per catturare Carla Monti, l'assassina della moglie. Nella quarta stagione Ardenzi si fidanza ufficialmente con Francesca Volta. Nella sesta stagione Roberto riceve la promozione a commissario e prende il posto di Giulia Corsi al X Tuscolano. Sempre nella sesta stagione diventa padre, per la seconda volta, di Francesco, ma perde il suo grande amico, Mauro Belli interpretato da Ricky Memphis, assassinato (nel tentativo di salvargli la vita) da Gregorio Patriarca e i suoi uomini che volevano liberare Ruggero Carrano. Roberto e Francesca subiranno le continue minacce da parte del boss Cesare Carrano che verrà poi arrestato dallo stesso Roberto. Al termine della sesta stagione lascerà il distretto per passare alla DIA.
L'attore che ha ricoperto questo ruolo, Giorgio Tirabassi, aveva deciso di uscire di scena nella terza stagione della fiction, ma è stato poi successivamente convinto dal produttore Pietro Valsecchi.

### Marcello Fontana
Marcello Fontana (Massimo Dapporto) [stagione 7] è il quarto commissario capo del X Tuscolano. Trasferito a Roma, proviene dalla Calabria dove ha combattuto per parecchio tempo contro la 'ndrangheta. La sua principale sfida sarà appunto questa, nello specifico riuscire a salvare Nina, la figlia di un boss della 'ndrangheta, Vincenzo Neri, e vendicare la morte del fidanzato di lei nonché suo vecchio collega. Nina viene trasferita a Roma per testimoniare al processo contro il padre ma viene uccisa su ordine di quest'ultimo su suggerimento del suo avvocato dal PM corrotto Corradi. Un duro colpo per Marcello che la considerava come una figlia. Alla fine le farà giustizia arrestando l'avvocato di Neri. Alla fine della serie si trasferisce di nuovo in Calabria con la moglie Cristina e il figlio Matteo.

### Luca Benvenuto
Luca Benvenuto (Simone Corrente) [stagioni 1-10, guest 11] è il quinto commissario del X Tuscolano. Nella prima stagione, il personaggio si chiamava Luca Benvenuti, ma il cognome è stato successivamente cambiato per evitare l'omonimia con un reale agente di polizia. Uno dei pochi personaggi ad essere presente al X Tuscolano dalla prima stagione, Luca è omosessuale, e questo gli causa un po' di problemi all'inizio. Nella prima stagione è un agente scelto e fa coppia con la collega Nina Moretti, che però viene uccisa in un agguato organizzato dal clan mafioso dei Tonnara verso Livia, la figlia del commissario Giovanna Scalise. Nella seconda stagione, fa coppia con l'agente scelto Valeria Ruggero. Intanto ha seri problemi, arrivando a meditare di lasciare i colleghi del X Tuscolano per lavorare da solo, ma alla fine decide di rimanere. Nella terza stagione Luca va a vivere con il suo fidanzato Adriano, e i due hanno molti problemi, soprattutto quando Luca confessa di essere andato a letto con Valeria. Quest'ultima, sentendosi responsabile riesce a riappacificare i due ragazzi, ma comunque tra la fine della terza stagione e l’inizio della quarta Luca e Adriano si lasciano. Nella quarta stagione, Luca non lavora più insieme a Valeria, perché la ragazza ha superato il concorso per diventare ispettore e quindi si trova in un'altra città; viene perciò assegnato come compagno di Paolo Libero, il fidanzato del commissario Corsi. Quando Paolo muore ucciso da una banda di pedofili, Luca si trova a lavorare con l'agente Corrado Esposito. All’inizio sembra andare tutto bene, ma quando Corrado scopre che Luca è non riesce più a lavorare con lui per via del pregiudizio. Alla fine i due si chiariscono, ma Corrado si trasferisce in una nuova città. Nella quinta stagione Luca fa coppia con l'agente Anna Gori, una ragazza con seri problemi ad integrarsi nel gruppo, che proprio grazie a Luca riuscirà a conquistare la stima dei colleghi. Intanto frequenta l'avvocato Sergio Premoli, ma dopo un viaggio a Zurigo, Luca si rende conto che la loro storia non può avere un seguito, perché Premoli è sposato e non intende lasciare sua moglie. Sempre in questa stagione Luca viene accusato di omicidio, ma viene scagionato grazie ai colleghi e a Sergio, con il quale in qualche modo Luca si chiarisce, senza tuttavia proseguire la relazione. Nella sesta stagione il padre di Luca lo cerca per dirgli di essere molto malato, ma Luca non ne vuole sapere perché ha con lui un rapporto molto conflittuale. Poi però ripensando alle parole del defunto Mauro Belli ("con i rimpianti non si può vivere"), Luca si convince a stare vicino al padre nei suoi ultimi giorni di vita, ritrovando quel rapporto che avevano perso. Nella settima stagione Luca passa il concorso per diventare ispettore. Nel frattempo il rapporto di amicizia instaurato con Anna diventa sempre più forte, tanto che i due vanno a vivere insieme. La convivenza diviene causa di attriti fra Anna e Luca, che addirittura non si parleranno per due mesi. Tutto accade perché Giorgio, il fidanzato di Anna, è un criminale e Luca indaga su di lui insieme a Raffaele. Anna non ci crede, finché non lo vede in faccia mentre rapina una villa e lo lascia. La ragazza però scopre di aspettare un bambino da Giorgio e Luca le sta molto vicino in questo momento difficile. Nell’ottava stagione, Luca diventa Coordinatore ad Interim. Continua a convivere con Anna, senza però frequentare nessuno. Nella nona stagione Luca viene nominato Commissario a tutti gli effetti. Il rapporto tra Anna e Luca sembra proseguire per il meglio fino a quando Anna vede in Luca qualcosa di più di un amico e forse anche Luca prova qualcosa di più per lei, ma non riesce ad ammetterlo. Perciò, il loro rapporto prende una brutta piega, tanto che Luca va via di casa e Anna inizia ad innamorarsi di un certo Dorian, non sapendo chi sia realmente. Anna e Luca riescono a fare pace, tornano a vivere insieme, ma non è facile recuperare il vecchio rapporto, tanto che non riescono più a confidarsi. Quando Anna scopre che Dorian fa parte della mafia russa, dice a Luca di voler infiltrarsi ma lui non è d'accordo. Alla fine Luca si convince a farla infiltrare, risolvendo l'indagine, e il loro rapporto sembra ritornare quello di una volta. Alla fine della nona stagione Anna lascia il Distretto per andare a studiare biologia marina a Trieste, ma l'amicizia tra lei e Luca non sarà mai perduta. Nella decima stagione, Luca diventa Vice Questore aggiunto e attraverso una lettera Anna gli fa sapere di essere felicemente fidanzata e incinta. Negli ultimi minuti del primo episodio dell’undicesima stagione (Destini incrociati) Luca Benvenuto crede di aver sorpreso Rocco Liverani (Massimo Bonetti), un evaso su cui sta indagando insieme alla sua squadra, ma per una sfortunata coincidenza si trova davanti ad Antonio Corallo, vecchia conoscenza del sostituto di Luca al X Tuscolano, Leonardo Brandi (Andrea Renzi), che ferisce il vice-questore con un colpo di pistola. All'inizio del primo episodio della seconda puntata (Divisi in due) Luca, ferito, si scontra con Corallo, che però riesce a ferirlo una seconda volta. Poco dopo Corallo colpisce Luca per la terza volta, questa volta al cuore, uccidendolo. Luca viene ritrovato morto dall'amico e collega Ugo Lombardi chiamato sul posto dalla Scientifica. Ugo, e tutti i colleghi e amici dovranno mettere da parte il dolore per la morte di un amico fraterno per scoprirne i colpevoli. Però Leo, con l'aiuto del suo amico vice-questore della Mobile Marco Gallo riuscirà a far giustizia per Luca, arrestando Corallo.

### Leonardo Brandi
Leonardo Brandi (Andrea Renzi) [stagione 11] è il sesto e ultimo responsabile del X Tuscolano, al grado di vicequestore aggiunto. Leonardo Brandi, detto Leo, è un uomo dal carattere complesso. Determinato e coraggioso durante il lavoro, nella vita privata si trasforma in una persona sensibile e a volte ombrosa. Dopo l'ultima azione da infiltrato, decide di tornare a Roma, pronto a mettere la sua esperienza al servizio di Luca Benvenuto. La collaborazione tra i due, dopo un inizio difficile, diventerà sempre più stretta, finché cause di forza maggiore porteranno Brandi ad assumere responsabilità sempre più grandi all'interno del Distretto. Brandi è separato dalla moglie e ha un figlio adolescente.

## Ispettori

### Mauro Belli
Mauro Belli (Ricky Memphis) [stagioni 1-6] è un ispettore del X Tuscolano, amico di infanzia di Roberto Ardenzi. Nella prima stagione è fidanzato con Paula, una barista brasiliana che lascerà alla fine della seconda stagione. Nella terza stagione si sposa con Germana Mori, una giornalista che ha conosciuto durante l'indagine su un'aggressione in una lavanderia. In seguito alla scoperta della sterilità di Mauro, i due prenderanno in affido Pietro, figlio di un poliziotto che aveva preso in ostaggio Mauro nella speranza di ottenere un cuore per il trapianto del figlio. Nella quinta stagione Mauro trova Germana nella casa sulla spiaggia ferita brutalmente insieme al cadavere di un uomo visto insieme a lei in un albergo e viene arrestato dal capitano dei Carabinieri Davide Rea ma grazie all'aiuto di Roberto la questione verrà risolta. All'inizio della sesta stagione, con la promozione a commissario di Roberto diventa ispettore capo. Mauro e Germana adotteranno un bambino, Ettore. Morirà nel tentativo di salvare la vita al suo migliore amico Roberto durante un conflitto a fuoco. Si dice, come viene illustrato nell'ultima puntata della sesta stagione, che sia ancora vivo, ma di questo fatto non si hanno riscontri oggettivi. Questo escamotage è stato inventato per permettere all'attore di tornare in scena nelle successive puntate, cosa che però non è avvenuta.

### Walter Manrico
Walter Manrico (Lorenzo Flaherty) [stagioni 1-2] è un ispettore in servizio presso il X Tuscolano. A metà della prima stagione si scopre essere consumatore di cocaina; dopo la morte della moglie, ha iniziato a drogarsi sperando di stare meglio e di ricominciare da capo; con un gran sforzo e una grande forza di volontà andrà in una clinica per disintossicarsi. Si innamorerà del suo superiore, il commissario Giovanna Scalise, dalla quale avrà un figlio al termine della seconda stagione. Per questo motivo, entrambi usciranno di scena quando il commissario prende un periodo di aspettativa.

### Paolo Libero
Paolo Libero (Giorgio Pasotti) [stagioni 3-4, guest 10] è un ispettore, arriverà nella terza serie come artificiere e fidanzato del nuovo commissario Giulia Corsi, chiederà il trasferimento al decimo diventando subito amico di Mauro e Roberto. Grande amico di Sabina, sorella minore di Giulia, che soffrirà molto per la sua morte. La ragazza era così legata a lui che chiamerà suo figlio Paolo. Morirà nella quarta serie ucciso da dei pedofili. Nella decima serie appare come fantasma a Giulia tornata al X per arrestare il vero mandante dell'omicidio del fidanzato un avvocato cinico, spietato e senza scrupoli: Luigi Balsamo.

### Alessandro Berti
Alessandro Berti (Enrico Silvestrin) [stagioni 6-8] è un ispettore capo della scientifica che inizia a collaborare con il X Tuscolano nella sesta stagione. All'inizio viene presentato come un ricettatore, si scoprirà essere un infiltrato. Amico di Mauro e Roberto dai tempi del corso. Dopo la morte di Mauro entra anche lui a far parte del decimo. Qui incontra Irene Valli (per lei lascerà la sua fidanzata Letizia) dove instaurano una relazione tra alti e bassi causata anche dalle continue insistenze da parte di Tiziana medico legale e sua ex compagna di scuola. Nella settima stagione si saprà che la sua paura di una relazione seria è dovuta al trauma causato dalla separazione dei genitori quando era bambino. Intanto incontrerà il collega Raffaele Marchetti: i due stringeranno amicizia ed andranno a vivere insieme e saranno protagonisti di scene molto divertenti. Nell'ottava stagione nonostante ricopra il ruolo più alto fra gli ispettori, decide di rinunciare all'incarico a favore di Luca per evitare che il salto di carriera possa nuovamente compromettere il rapporto con Irene. Lascia il decimo partendo per l'America dopo che la sua compagna e collega Irene Valli viene uccisa da Valerio Flaviano.

### Irene Valli
Irene Valli (Francesca Inaudi) [stagione 6-7, guest 8] entra al X Tuscolano come ispettrice all'inizio della sesta stagione. Si fa subito notare come una poliziotta dal carattere particolare, che arriva in ritardo ogni mattina, tanto che il commissario Ardenzi decide di attaccare in bacheca una regola che punisce il ritardo di ogni poliziotto. Diventa amica di Mauro Belli, anche se spesso litigano. Irene rimane profondamente addolorata quando Mauro resta ucciso in un conflitto a fuoco. Al X Tuscolano, Irene conosce l'ispettore Alessandro Berti, il quale dopo essersi lasciato con la fidanzata, inizia a corteggiarla. I due alla fine della sesta stagione trovano il coraggio di dichiararsi e si fidanzano. Durante la settima stagione, Irene propone ad Alessandro di vivere insieme a lei ed al nipote Stefano, affidatole dopo che la sorella Valeria viene mandata in un centro di disintossicazione. I due provano a convivere ma una sera, Irene trova un SMS di una collega di Alessandro che lo invita a cena: i due inizialmente litigano, ma al termine della stagione si riappacificano. All'inizio dell'ottava stagione Alessandro compra l'anello per chiedere ad Irene di sposarlo, ma sfortunatamente non farà in tempo a farlo. Dopo aver notato una rapina in una banca, Irene sorprende uno dei rapinatori (che in seguito si rivela essere Marco, il fratello dell'ispettore Argenti, collega e amica di Irene) che fa il palo in auto e gli intima di scendere. Gli altri due rapinatori, usciti fuori dopo la rapina, ordinano a Marco di sparare e lui obbedisce, ferendo all'addome l'agente. Irene resta in fin di vita a lungo, prima dell'arrivo dei soccorsi. Operata d'urgenza, sembra riprendersi, ma durante la notte sorgono alcune complicazioni e Irene, nonostante gli sforzi dei medici, muore alla fine dell'episodio 8x2 ("Lezioni di vita"). A causa dell'accaduto, Marco Argenti avrà enormi sensi di colpa e diventerà una pedina scomoda per i suoi complici, che lo uccidono davanti a Elena. In seguito sarà appurato che ad aver ucciso Irene è stato Valerio Flaviano, che aveva sparato assieme a Marco (il quale non aveva colpito Irene bensì un albero che le stava accanto). Lo stesso Valerio morirà al termine della stagione, ucciso da Alessandro Berti.

### Raffaele Marchetti
Raffaele Marchetti (Max Giusti) [stagioni 7-8, guest 9] è un ispettore di 40 anni, grande amico di Alessandro Berti tanto che andrà a vivere a casa sua. I due insieme saranno protagonisti di scene divertenti. Fin dall'inizio è innamorato non ricambiato di Anna Gori. In una puntata della settima stagione si scoprirà un dramma avvenuto anni prima: il padre negoziante oppresso dagli usurai si è suicidato. Il suo carattere solare, simpatico e divertente sarà la parte comica del decimo. Nella nona stagione dopo essere stato ferito alla spalla durante una sparatoria davanti al distretto, incontra Antonella sua ex con cui era stato fidanzato nell'ottava stagione ma lasciata perché innamorato di Anna. Viene promosso e con lei si trasferisce dalle parti della sua terra d'origine.

### Elena Argenti
Elena Argenti (Anna Foglietta) [stagioni 8-9, guest 7] è un'ispettrice di 30 anni. Vive con il fratello Marco, uno studente universitario con una doppia vita di cui lei non è al corrente. Ragazza sfortunata, ha perso i genitori anni prima, è appassionata di jogging che pratica ogni mattina. Al distretto incontra la sua vecchia amica di accademia Irene e la sua morte la getta nello sconforto, che aumenterà quando verrà a sapere che il fratello ha partecipato alla rapina in cui ha perso la vita Irene (anche se non è stato lui ad ucciderla). Stringerà una bella amicizia con Alessandro, fidanzato dell'amica uccisa e soffrirà per la sua partenza. Il fratello le morirà tra le braccia dopo che Valerio Flaviano l'uccide perché non voleva che Marco, pentito di tutto ciò che aveva fatto, potesse costituirsi. Troverà un po' di felicità nella nona stagione dove incontrerà la sua ex fiamma, il PM Davide Castelli, a cui aveva fatto da scorta anni prima a Genova. Il loro amore sarà ostacolato dalla moglie di Davide, Silvia. Alla fine della serie lascia il decimo con Davide.

### Lorenzo Monti
Lorenzo Monti (Stefano Pesce) [stagione 9] è un ispettore capo di 40 anni, arriva all'inizio della nona stagione. È un duro e ci metterà un po' a conquistare la fiducia dei suoi colleghi. Il suo passato è segnato dalla morte di un suo collega ucciso in circostanze misteriose, poi chiarite nel corso della stagione. Divorziato, ha una figlia quindicenne, Chiara: dopo aver subito uno sfratto andrà a vivere dal suo collega Gabriele, i due avranno una lite quando Lorenzo scopre una relazione segreta tra la sua ex moglie Greta e Gabriele. A fine stagione ritorna con l'ex moglie e lascia il distretto per tentare il concorso da commissario in un'altra città. 
Nella quarta stagione, l'attore aveva interpretato Valerio Mattei, un poliziotto amico di Paolo, che in passato aveva fatto parte della scorta dei genitori di Giulia e Sabina Corsi.

### Gabriele Mancini
Gabriele Mancini (Flavio Parenti) [stagioni 9-10] L'ispettore Mancini è un donnaiolo e latin lover per natura. Arriva a metà della nona stagione da un altro commissariato. È un po' impacciato sul campo, perché prima lavorava in archivio. Diventa subito amico con l'ispettore Lorenzo Monti tanto che, quando quest'ultimo e la figlia hanno avuto lo sfratto, li ospita a casa sua. Instaura un relazione con Greta, ex moglie del collega Lorenzo Monti, e proprio questa causerà una lite tra i due ma alla fine faranno pace. Nella decima stagione diventa più in gamba come poliziotto ed amico coll'ispettore Pietro Esposito che andrà a vivere a casa sua: i due faranno una scommessa su chi riuscirà a far innamorare il medico legale Virginia Donati, che rimarrà incinta di uno dei due. Alla fine della decima stagione la donna fa capire che lui non è il padre del bambino. Lascerà il decimo a causa di una promozione e si trasferisce a Firenze.

### Pietro Esposito
Pietro Esposito (Dino Abbrescia) [stagioni 10-11] è un ispettore 40enne. Fa il suo ingresso nella decima stagione. Non avendo un posto dove andare a dormire, si recherà in un primo momento a casa di Ugo, quest'ultimo però lo caccerà via perché lui continua a portare nell'abitazione le sue fidanzate. Andrà quindi a vivere a casa di Gabriele Mancini, del quale diventerà amico. I due faranno una scommessa su chi riuscirà per primo a far innamorare Virginia Donati, medico legale del X. Quest'ultima rimarrà incinta di uno dei due. L'ispettore Esposito è un poliziotto duro ma buono, con un passato sulle volanti. Nell'undicesima stagione avrà una relazione con la collega Barbara Rostagno e prenderà in affido la piccola Alice. A fine stagione chiede a Barbara di sposarlo.

### Barbara Rostagno
Barbara Rostagno (Lucilla Agosti) [stagione 10-11]. Nel primo episodio della decima stagione l'ispettrice Rostagno viene trasferita come rinforzo al "X Tuscolano", che si trova in carenza di organico. All'inizio si dimostra acida e antipatica, ma poi, andando avanti, si capisce che è una donna fragile, segnata da una vita difficile. Fin dall'inizio si dimostra scortese con tutti i colleghi e soprattutto con Marta Balestra, con la quale però stringerà un grande rapporto di complicità. Il carattere arrogante di Barbara l'ha portata ad attirarsi l'antipatia di tutti i suoi superiori, che non hanno avuto alcun dubbio a farla trasferire innumerevoli volte. Barbara tuttavia è un'ottima poliziotta, dotata di intuito, coraggio e determinazione. Nel corso degli episodi si evince che Barbara ha un rapporto complicato con la sorella Sara, una ragazza volubile e insicura, che tenta di convincerla a vendere la casa lasciatale in eredità dai genitori. Proprio quando Barbara cede, pressata dall'insistenza della sorella, scopre che Sara lavora come cubista in un pub malfamato, ha avuto problemi con la droga e ha un grosso debito con alcuni malviventi. Sara le giura di voler uscire dal brutto giro in cui è intrappolata e si offre di lavorare come infiltrata per conto del X Tuscolano. Le cose sembrano andare per il meglio, ma durante un blitz Sara resta uccisa in uno scontro a fuoco e Barbara cade in uno stato di shock. Inizialmente decide di abbandonare la polizia, ma la passione per il suo lavoro e la voglia di vendicare sua sorella la spingono a buttarsi nelle indagini ancor più di prima, lasciando emergere quei lati del suo carattere fino ad allora nascosti. Nell'undicesima stagione inizia una relazione con il collega Pietro Esposito. Alla fine Pietro le chiede di sposarlo.

## Agenti

### Nina Moretti
Nina Moretti (Serena Bonanno) [stagione 1] è un agente scelto, in servizio presso il X Tuscolano. Dipinta come un personaggio un po' sfortunato, soprattutto in amore, cerca subito di conquistare il migliore amico e collega Luca Benvenuto, anche se con scarsi risultati data l'omosessualità di quest'ultimo. È inoltre la prima persona con la quale il ragazzo fa coming out. È stimata da tutti i suoi membri del distretto, ma soprattutto dal sovrintendente capo Antonio Parmesan, che nutre verso di lei sentimenti paterni. Muore tragicamente alla fine dell'episodio 1x17 ("Sotto tiro") in un agguato mafioso uccisa dal killer Rosario Vinci, durante il servizio di scorta a Livia Scalise, la figlia del Commissario Capo Giovanna Scalise. Verrà ricordata più volte nel corso della seconda stagione.

### Valeria Ruggero
Valeria Ruggero (Cristina Moglia) [stagioni 2-3]. Giunta al X Tuscolano nella seconda stagione, l'agente scelto Valeria Ruggero prende il posto di Nina Moretti, morta tragicamente per salvare la figlia del commissario Scalise da un agguato mafioso. A differenza di Nina però Valeria è rigida, scostante ed estremamente riservata e per questo inizialmente risulta antipatica ai colleghi. Nei primi episodi emerge il fatto che per molto tempo ha avuto una relazione con Fabio, un uomo sposato, che torna a perseguitarla. La Ruggero tuttavia è un'ottima agente e una grande esperta di informatica e così piano a piano riesce a farsi benvolere dal resto della squadra. Costruisce un rapporto di fidata complicità dapprima con la Scalise e successivamente con la Corsi. La persona con cui Valeria lega di più però è Luca Benvenuto, suo compagno operativo. La ragazza si innamora del collega e i due finiscono anche a letto, ma la loro storia viene interrotta sul nascere perché Luca è omosessuale. Il rapporto fra i due è causa di violenti litigi fra Luca e il suo compagno Adriano, ma è la stessa Valeria a tirarsi indietro per non far soffrire l'amico, facendo in modo di far riappacificare la coppia. Alla fine della terza stagione Valeria supera un concorso e ottiene l'avanzamento a ispettore, trasferendosi a Verona. Poco tempo dopo la sua partenza, Luca e Adriano si lasciano definitivamente e Benvenuto comincia a credere che Valeria sia partita per colpa sua, ma l'amicizia con Luca continuerà infatti nel corso della quarta stagione verrà citata più volte dove si vedrà in una puntata che Luca leggerà una cartolina inviata da lei.

### Corrado Esposito
Corrado Esposito (Francesco Vitiello) [stagione 4, ricorrente 3] entra nella terza stagione come presunto figlio segreto di Giuseppe Ingargiola e di una donna di Napoli, concepito durante una relazione di gioventù. In seguito si scoprirà che non è figlio di Ingargiola, ma il loro rapporto rimarrà molto affettuoso. Nella quarta stagione entrerà a far parte del X Tuscolano come agente. Farà coppia fissa con Luca che lo aiuterà a superare la paura delle armi. La loro amicizia vacillerà quando Corrado viene a sapere che Luca è omosessuale, ma poi i due si chiariranno. Lascerà il distretto tra la fine della quarta stagione e l'inizio della quinta.

### Anna Gori
Anna Gori (Giulia Bevilacqua) [stagioni 5-9, guest 11] è la nuova agente del X Tuscolano nella quinta stagione, e prende il posto di Corrado Esposito al fianco di Luca. Le sue iniziali difficoltà di ambientamento sono in parte dovute alla sua tormentata infanzia e ai problemi che ancora si porta dietro: Anna è cresciuta da un patrigno violento che aveva abusato di lei all'età di 10 anni ed la madre che non la credeva la spedisce in collegio, segnando per sempre la sua vita, superando il trauma subito grazie all'aiuto di Luca. Quando vede del sangue, Anna non riesce a stare bene, e può accadere che lei possa svenire. Nella settima stagione si innamora di Giorgio Potenza, che però è un criminale grazie alla scoperta di Luca e di Raffaele Marchetti, rimanendo anche incinta di Giorgio per poi abortire. Nell'ottava stagione si fidanza con Carlo Fiorentini, un medico, che però lascia il giorno del loro matrimonio, ma che viene ucciso dalla mafia russa nel primo episodio della nona stagione. Anna, diventata ispettore dopo la promozione di Luca a commissario, decide di infiltrarsi nella mafia russa per trovare gli assassini di Carlo. Finisce di innamorarsi di uno dei membri, Dorian Laszlo, conosciuto per caso in un negozio russo ma l'uomo muore a fine stagione in uno scontro a fuoco, ucciso da Nadja Rostova. Alla fine Anna decide di lasciare sia la polizia che Roma, per trasferirsi a Trieste con Abel (figlio di Dorian) per studiare biologia marina. In seguito alla morte di Luca, Anna torna a Roma, per leggere una lettera scritta da quest'ultimo prima di morire.

### Marta Balestra
Marta Balestra (Maria Sole Mansutti) [stagione 10] è un agente scelto, 30 anni, divorziata, simpatica e un po' maldestra. Insieme ad Ugo e Giovanni Brenta rappresenta la vena comica del X formando un triangolo amoroso. S'innamora subito di Giovanni e Ugo di lei. Le loro storie saranno ricche di divertenti equivoci che porteranno Marta a fidanzarsi prima con Giovanni e poi con Ugo ma che lascerà per ritornare con la sua ex Sofia e questo farà star male Marta perché non ha accettato che il primo uomo da cui è stata lasciata sia stato proprio Ugo. Lascia il distretto alla fine della decima stagione senza una spiegazione: infatti nell'undicesima stagione non è presente né tantomeno viene nominata.

### Giovanni Brenta
Giovanni Brenta (Gianluca Bazzoli) [stagioni 10-11] l'agente Brenta è l'ultimo acquisto del X Tuscolano. Bergamasco DOC, arriva nella decima stagione e prende il posto di Ugo in guardiola. Dall'aspetto un po' tonto, ma simpatico e divertente, si fidanzerà con Marta, che lo lascerà per stare con Ugo.

## Sovrintendenti

### Antonio Parmesan
Antonio Parmesan (Roberto Nobile) [stagioni 1-8] è il più anziano e saggio del gruppo. Sovrintendente capo, lavora in archivio al quale sembra tenere molto. Riesce a rintracciare un pregiudicato anche con pochi indizi. Nella prima stagione soffre molto per la morte di Nina che lui considerava come una figlia. Lascerà il distretto nell'ottava stagione con la compagna per andare in pensione. Nello spin-off Squadra mobile compare come guest star, incontrando Roberto Ardenzi nel cimitero dov'è sepolta Angela Rivalta.

### Giuseppe Ingargiola
Giuseppe Ingargiola (Gianni Ferreri) [stagioni 1-10] è un sovrintendente di 50 anni, napoletano. Ha un talento nella recitazione. Lavora nell'ufficio denunce assieme a Vittoria della quale è innamorato fin dalla prima stagione. Nella quarta stagione si uniranno e Giuseppe ufficializzerà la loro storia. Nella settima stagione chiede a Vittoria di sposarlo e nell'ottava nascerà Nina. Nella decima stagione Giuseppe prende l'aspettativa poiché ha intenzione di intraprendere un'attività commerciale dopo avere inventato un portachiavi con un microfono e da questo punto comincia ad allontanarsi da Vittoria. Per fortuna di Vittoria, Giuseppe si era dimenticato di registrare il brevetto così i due torneranno ad essere più uniti. Alla fine della decima stagione si trasferisce con Vittoria in un commissariato di Bolzano.

### Vittoria Guerra
Vittoria Guerra (Daniela Morozzi) [stagioni 1-10] è una vice sovrintendente, toscana verace. Ha un figlio, Francesco, avuto dall'ex marito mentre nell'ottava stagione avrà una figlia dal collega e compagno Giuseppe Ingargiola. Nella nona stagione sarà promossa sovrintendente e tenterà il concorso di ispettore, abbandonato qualche ora prima per salvare la vita alla figlia dell'ispettore Monti. Lavora assieme a Ingargiola nell'ufficio denunce. Alla fine della decima stagione, dopo aver rischiato di morire insieme a sua figlia Nina, si trasferisce con Giuseppe in un commissariato di Bolzano.

### Ugo Lombardi
Ugo Lombardi (Marco Marzocca) [stagioni 1-11] è un agente, 50 anni. Nel corso della seconda stagione passa il concorso per diventare vice sovrintendente. Dalla prima all'ottava stagione lavora in guardiola: dopo il pensionamento di Parmesan ne prende il posto in archivio e nella decima stagione diventa anche operativo sul campo. Assieme a Vittoria, Parmesan e Ingargiola rappresenta la vena comica del X, allietandoci con scene divertenti. Si sposa alla fine della quinta stagione con Adele, una ragazza argentina conosciuta su internet, che però lo lascia nella nona stagione. Troverà conforto fra le braccia di Sofia, cugina di Ingargiola, cantante di successo. Nella decima stagione, lei lo lascia e lui instaura una relazione con la collega Marta Balestra ma Sofia ci ripenserà e a metà stagione tornerà da Ugo. Nell'undicesima stagione viene promosso sovrintendente, ed è lui ad essere chiamato dalla Scientifica per un cadavere in un parco, che non è altro che il suo amico Luca Benvenuto, ne rimarrà sconvolto. È l'unico personaggio ad aver preso parte a tutte le puntate della serie.

### Anita Cherubini
Sovrintendente capo milanese, laureata in psicologia, arriva al X all'inizio dell'undicesima stagione. Fissata per l'ordine e per l'igiene. Lavora all'ufficio denunce insieme ad Otello Gagliardi. Interpretata da Maria Amelia Monti.

### Otello Gagliardi
Sovrintendente, arriva al X all'inizio dell'undicesima stagione. Lavora insieme ad Anita Cherubini all'ufficio denunce. Ha un gemello identico a lui, Ottavio. Interpretato da Paolo Calabresi.

## P.M. e altre forze dell'ordine

### Arturo Stasi
Procuratore, grande amico del commissario Scalise, colluso con la mafia. Ricattato dal boss Vito Tonnara per il suo vizio del gioco, accetta di tradire Giovanna e lo Stato. Scoperto da Ardenzi, si impicca poco prima del maxiprocesso. Interpretato da Paolo Maria Scalondro.

### Di Francesco
Sostituto procuratore nel periodo in cui è commissario Giovanna Scalise. Aiuterà molto il commissario nei vari momenti difficili della sua vita. Interpretato da Augusto Zucchi. L'attore compare anche nello spin off di Distretto di Polizia, Squadra Mobile, nei panni del padre di Marcello, uno degli uomini di Roberto Ardenzi.

### Marco Altieri
Procuratore fino alla quinta stagione. Era un amico intimo del padre di Giulia Corsi. Protettivo e affettuoso nei suoi confronti, sembrerebbe voler essere un secondo padre, in realtà è innamorato follemente di lei rendendo difficile il rapporto tra Giulia e il suo fidanzato Paolo Libero. Alla fine della quinta stagione viene arrestato da Giulia per spionaggio a favore dell'ecomafia e per l'omicidio del maggiore Maurizio Sarpi. Interpretato da Bruno Armando.

### Davide Rea
Capitano dei carabinieri, conosce Giulia nella quinta stagione durante le indagini sul ferimento di Germana, moglie di Mauro e l'uccisione di Liverani. Insieme scoprono i collegamenti con l'ecomafia e i responsabili dell'agguato, ed è sospettato di essere lui la talpa (ma era un incastro per proteggere la vera talpa). Alla fine della stagione verrà trasferito a Trieste e Giulia deciderà di seguirlo. Si lasceranno in un momento non precisato ed in seguito Giulia tornerà a Roma per indagare sulla morte di Paolo. Interpretato da Giampaolo Morelli.

### Gabriella Forti
Procuratore di zona è una persona garbata con la quale il commissario Ardenzi stabilirà una buona collaborazione. Interpretata da Laura Marinoni.

### Corradi
Nuovo PM che collabora con il commissario Marcello Fontana nella settima stagione. Si scopre di essere la talpa al distretto e per di più l'esecutore materiale dell'omicidio di Nina Neri, figlia del boss della 'Ndrangheta Vincenzo Neri. Interpretato da Franco Trevisi.

### Orlandi
Procuratore di zona che collabora con il X coordinato da Luca Benvenuto nell'ottava stagione. Interpretata da Sara D'Amario.

### Davide Castelli
Nuovo PM del commissariato a partire dalla nona stagione. A Roma ritrova Elena Argenti, il suo capo scorta a Genova, con la quale aveva avuto una storia, finita quando l'uomo viene ferito in un attentato a causa dei sensi di colpa di Elena che non era riuscita a proteggerlo. Si rinnamoreranno, ma la moglie del PM renderà la loro storia difficile. Interpretato da Tullio Solenghi.

### Michele Sinatra
Originario di Paternò, è il PM che collabora con Luca Benvenuto e Giulia Corsi nella decima stagione. Interpretato da Edoardo Siravo.

### Marco Gallo
Vicequestore della Squadra Mobile e amico di Leonardo Brandi, con il quale ha collaborato con lui per catturare Antonio Corallo in Germania che è andata male con la morte di Cesare, il figlio del criminale. A Roma, collabora con Leo e la squadra per indagare sull'omicidio del predecessore di quest'ultimo, Luca Benvenuto. Interpretato da Ninni Bruschetta.

### Aldo Boni
Commissario della scientifica dalla terza stagione. Interpretato da Stefano Viali.

## Familiari

### Ferdinando Scalise
Marito del commissario Giovanna Scalise. Affermato giornalista che combatte contro la mafia, ottiene preziose informazioni grazie all'aiuto della moglie ma che lo porteranno anche a una tragica fine: verrà infatti ucciso in un agguato mafioso da Carmine Tonnara, figlio del boss Vito. Interpretato da Raoul Bova.

### Caterina Scalise
Madre del commissario Scalise, aiuterà la figlia nei momenti difficili e si occuperà dei nipoti quando verranno allontanati e messi sotto scorta. Interpretata da Ivana Monti.

### Livia Scalise
Figlia primogenita del commissario Scalise. Interpretata da Lavinia Guglielman.

### Federico Scalise
Figlio secondogenito del commissario Scalise. Interpretato da Alessandro Sperduti.

### Riccardo Corsi
Magistrato, padre di Giulia e Sabina. Viene ucciso in un attentato, insieme alla moglie, a causa delle sue indagini su una rete di pedofili. È interpretato da Mario Lucarelli nei flashback mostrati nella terza e quarta stagione.

### Sabina Corsi
Sorella minore del commissario Giulia Corsi, con la quale ha spesso un rapporto conflittuale. Resterà incinta del giovane fidanzato Daniele e la sorella l'aiuterà a crescere questo bambino, nonostante il periodo critico dovuto alla morte di Paolo. Interpretata da Giulia Michelini.

### Daniele Fanelli
Esperto di computer, compagno di scuola e fidanzato di Sabina Corsi dalla quale avrà un figlio, Paolo. Interpretato da Michele Riondino.

### Angela Rivalta
Angela Rivalta è interpretata da Carlotta Natoli è apparsa nelle prime due stagioni e in alcune scene immaginarie della terza stagione. Il personaggio viene spesso nominato nella serie televisiva Squadra mobile spin-off di Distretto di Polizia. Angela, psicologa di grande talento, è la moglie dell'ispettore Ardenzi. È una donna felice, ma il suo più grande desiderio è quello di avere un figlio. Collabora spesso con il marito e con il X Tuscolano ed è infatti l'unico membro del distretto a non essere un poliziotto. Il suo apporto si dimostra spesso fondamentale nella risoluzione dei casi ed è comunque un'amica per tutti i colleghi del marito. Angela ha conosciuto Roberto da bambina, quando cioè i due passavano le giornate a giocare insieme a Mauro Belli. In alcune occasioni quest'ultimo diviene quasi un sostituto di Roberto, che è sempre molto indaffarato e trascura la moglie spesso e volentieri. Angela si risentirà molto della continua assenza del marito ed arriverà anche a trasferirsi per un po' a casa di Vittoria a causa di una crisi coniugale, dovuta al fatto che Roberto ha confessato ad Angela di non volere un figlio al momento. Angela è la prima persona a mostrare sostegno alla Scalise appena arrivata al comando. Il commissario infatti, è molto rude con i suoi sottoposti a causa della sua vita privata e la dottoressa Rivalta si dimostra con lei professionale e amichevole, fino a convincere gli altri a guardarla in modo diverso. Nel corso degli episodi Angela viene informata dal suo ginecologo di essere pressoché sterile. La notizia è un duro colpo per lei, ma alla fine della prima stagione, Angela scopre di aspettare un bambino. Nel primo episodio della seconda stagione partorisce una bambina che lei e Roberto decidono di chiamare Maura, in onore del loro amico Belli. Durante tutta la stagione, le trame di Angela sono tutte inerenti alla sua maternità; continua a collaborare con il distretto, occupandosi fra le altre cose di Ferdinando Monti, un professore affetto da gravi depressioni conseguenti alla morte del figlio Marco per malattia. La mattina del 17 giugno 2001 mentre è dal pediatra con la figlia, che si trova casualmente a casa del professor Monti incontra Mauro che gli dice che la stavano cercando. L'uomo infatti è salito su un cornicione del palazzo e minaccia di suicidarsi se non parlerà con la dottoressa. Angela si reca sul posto e chiede a Mauro di allontanarsi dal terrazzo per non far sentire Monti accerchiato. Trovatasi sola con il professore, Angela gli chiede di scendere, ma l'uomo sembra non volere ascoltarla. La dottoressa allora sale sul cornicione accanto all'uomo per dimostrargli che può fidarsi di lei. Tutto sembra risolversi per il meglio, ma all'improvviso, mentre Angela sta per scendere, perde l'equilibrio e precipita nel vuoto, schiantandosi nel cortile davanti agli occhi di Mauro, Valeria e Roberto (che tiene in braccio la figlia neonata). Episodio 2x22 "Colpo di scena". Quello che sembrava essere un tragico incidente si rivela nella terza stagione un omicidio vero e proprio. Un fotografo infatti aveva filmato tutta la scena da un palazzo vicino e quando l'uomo viene trovato morto, i poliziotti del X trovano il filmato e capiscono di trovarsi di fronte ad un delitto. Tutta la terza stagione ha come filo conduttore l'indagine sulla morte di Angela, che alla fine si rivela essere opera di Carla Monti, la sorella psicopatica del professore che, legata morbosamente all'uomo, ha ucciso tutte le persone che la dividevano da lui.
Dopo la morte di Angela, Roberto la sognerà spesso, divorato dall'angoscia di dover crescere da solo la piccola Maura. In molti episodi la donna appare al marito come ricordo o fantasma, fino all'ultimo, in cui dirà a Roberto che lo amerà per sempre e lo spingerà a vivere la sua vita serenamente.

### Francesca Volta
Seconda moglie di Roberto Ardenzi. È il medico legale del X Tuscolano dalla terza alla sesta stagione. Già madre di un bambino avrà un figlio da Roberto che verrà chiamato Francesco. Interpretata da Valeria Milillo.

### Cristina Fontana
Moglie del commissario Marcello Fontana. Interpretata da Daniela Giordano.

### Matteo Fontana
Figlio del commissario Fontana affetto da sindrome di down. Interpretato da Stefano Guglielmi

### Lavinia Brandi
Ex moglie del commissario Leonardo Brandi, con cui ha litigato quattro anni fa, ha cresciuto in questo tempo loro figlio, da sola. In un primo momento molto fredda nei riguardi di Leo si riavvicinerà a lui dopo la morte di Luca. Interpretata da Chiara Conti

### Simone Brandi
Figlio del commissario Brandi. Interpretato da Valerio Vinciarelli

### Valentina Bini
Amica di vecchia data e nuova compagna del commissario Brandi dopo la separazione di quest'ultimo con la ex moglie Lavinia. È una Escort all’Appia Sport Village della Capitale. Interpretata da Valentina Cervi.

### Tiberio Belli
Padre dell'ispettore Mauro Belli, sarto in pensione, si prende cura del figlio e dei colleghi. Nelle prime due stagioni sembra avere un debole per Caterina, madre del commissario Giovanna Scalise. Interpretato da Sergio Fiorentini.

### Paula Cardozo
Barista brasiliana e fidanzata di Mauro Belli nelle prime due stagioni della serie. Nella prima stagione si innamora di Mauro anche se all'inizio non mancheranno le incomprensioni. Nella seconda stagione era previsto il matrimonio tra loro due ma un imprevisto manda tutto a monte. Mauro la lascerà a seguito della morte di Angela. Interpretata da Soraya Castillo.

### Germana Mori
Giornalista di grande professionalità e moglie di Mauro Belli a partire dal finale della terza stagione fino alla morte del marito nella sesta stagione. Interpretata da Silvia De Santis.

### Stefano Sartori
Nipote dell'ispettrice Irene Valli. Interpretato da Filippo Valsecchi.

### Valeria Valli
Sorella maggiore ex tossicodipendente dell'ispettrice Valli. Interpretata da Alessia Barela.

### Davide Sartori
Padre di Stefano, produttore discografico emigrato negli Stati Uniti dopo la separazione dalla compagna Valeria, nonché sorella dell'ispettrice Valli. Interpretato da Massimiliano Franciosa.

### Armanda Marchetti
Madre dell'ispettore Raffaele Marchetti. Durante il periodo di alloggio in casa Marchetti considera il figlio Raffaele e Alessandro Berti "du campanari" muovendo l'indice sull'orecchio come gesto di presunta omosessualità. Interpretata da Anna Longhi.

### Antonella Gullo
Fidanzata di Raffaele Marchetti tra l'ottava e la nona stagione. Interpretata da Giusy Ricchizzi

### Marco Argenti
Fratello dell'ispettore Elena Argenti. Verrà coinvolto in un giro clandestino dai fratelli Flaviano per poter risanare i suoi debiti di gioco col boss della camorra Gerace. Sospettato inizialmente dell'assassinio di Irene Valli. Verrà ucciso da Valerio Flaviano. Interpretato da Alessandro Intini.

### Greta Monti
Ex moglie dell'ispettore Lorenzo Monti, anche lei lavora in polizia. Durante la nona stagione intraprenderà una relazione con Gabriele Mancini, collega di Lorenzo. Alla fine della serie tornerà con il marito. Interpretata da Ginestra Paladino.

### Chiara Monti
Figlia dell'ispettore Monti e della sua ex moglie Greta. Interpretata da Giulia Bertini.

### Silvia Castelli
Moglie del pm Davide Castelli. Tenta in tutti i modi di ostacolare la storia tra il marito ed Elena Argenti. Interpretata da Fiorenza Marchegiani

### Sara Rostagno
Sorella tossicodipendente dell'ispettrice Barbara Rostagno. Viene uccisa durante un blitz. Interpretata da Susy Laude.

### Michele Rostagno
Padre dell'ispettore Barbara Rostagno. Interpretato da Paolo Graziosi.

### Roberto Magni
Vice questore aggiunto di Viterbo ed ex marito dell'ispettore Barbara Rostagno con la quale torna ad avere una storia per un breve periodo. Interpretato da Alessio Di Clemente.

### Luigi Rivalta
Fratello di Angela Rivalta. Appare in un solo episodio dove viene coinvolto da Paula Cardozo in una truffa di un questionario che si rivelerà poi essere un acquisto di un corso di inglese. Non ha un buon rapporto con la sorella che infatti decide di non incontrarlo. Interpretato da Roberto Zibetti.

### Giorgio Potenza
Criminale, fidanzato dell'agente Anna Gori nel corso della settima stagione. Sarà proprio lei ad arrestarlo dopo averlo sorpreso a rubare in una villa. Interpretato da Denis Fasolo.

### Carlo Fiorentini
Fidanzato di Anna Gori nell'ottava stagione. I due sono stati ad un passo dal matrimonio poi non più celebrato per via di un ripensamento da parte di Anna. Nella nona stagione perderà la vita davanti al Distretto dopo un attentato subito dalla mafia russa, nel quale lo vedeva accidentalmente coinvolto in un traffico di droga che girava nello studio medico dove lavorava. Interpretato da Clemente Pernarella.

### Armanda
Madre di Raffaele Marchetti dalla settima alla nona stagione.
Interpretata da Anna Longhi.

### Christian Assuma
Giovane agente arrivato in prova al X Tuscolano nella sesta stagione e nipote del sovraintendente Antonio Parmesan. Interpretato da Marco Rulli.

### Sofia Ingargiola
Affermata cantante e cugina del sovraintendente Giuseppe Ingargiola, che, a partire dalla nona stagione, sarà la nuova compagna del vicesovraintendente Ugo Lombardi. Interpretata da Michela Andreozzi.

### Greta
È la ex moglie di Lorenzo Monti con cui ha una figlia di nome Giulia. Avrà un flirt con il suo collega Gabriele Mancini prima di tornare con il marito. Interpretata da Ginestra Paladino.

### Adele
Ragazza argentina conosciuta via chat dal vice sovraintendente Ugo Lombardi nella terza stagione e che diventerà sua moglie alla fine della quinta stagione. La coppia si lascerà nella nona stagione quando lei deciderà di tornare in Argentina dal suo ex marito. Interpretata da Irma Carolina Di Monte.

### Francesco Grossi
Figlio del sovrintendente Vittoria Guerra e del suo ex marito, Cristiano Grossi. Nella decima stagione si sposerà con Ingrid, una ragazza tedesca, e poco dopo i due avranno un figlio. Interpretato da Denis Zamponi.

### Viola Damiani
Moglie del criminale Remo Damiani e grande amica d'infanzia di Luca Benvenuto. Ha un figlio da Remo e si divide fra il suo senso di giustizia e l'amore per il marito malvivente. Interpretata da Antonella Bavaro.

### Renata
Madre di Viola Damiani spesso in confidenza col vice questore Luca Benvenuto per la protezione della figlia alle prese con la delicata situazione familiare che l'affligge dopo che quest'ultima ha scoperto che il marito è un criminale. Interpretata da Ludovica Modugno.

### Lavinia
È la moglie del vicequestore Brandi che lui ha lasciato quando è andato in Germania sotto copertura. Interpretata da Chiara Conti.

### Simone Brandi
È il figlio di Leonardo e Lavinia. Interpretato da Valerio Vinciarelli.

## Collaboratori

### Nina Neri
Figlia del boss della 'ndrangheta calabrese Vincenzo Neri, si ribella al padre e decide di testimoniare contro di lui e il suo clan. La ragazza è sotto protezione dal commissario Marcello Fontana. Viene uccisa dal PM Corradi per ordine del padre su suggerimento dell'avvocato Mantovani. Interpretata da Raffaella Rea.

### Melissa Poggi
Fidanzata di Giulio Flaviano, viene uccisa da Valerio. Interpretata da Eleonora Sergio.

### Rocco Liverani
Criminale e informatore di Brandi. Fratello di Giorgio Liverani, presunto amante di Germana, moglie di Mauro Belli nella 5ª stagione. Interpretato da Massimo Bonetti.

## Nemici

### Vito Tonnara
Capocosca della mafia siciliana, è il responsabile dell'uccisione di Ferdinando, il marito di Giovanna Scalise. Nel tentativo di impedire alla donna di testimoniare al maxi processo intentato contro il suo clan, organizza l'agguato contro Livia, la figlia di Giovanna, in cui perderà la vita l'agente Nina Moretti. Nella seconda stagione, in seguito alla morte in carcere del figlio Carmine, si mette personalmente in caccia di Giovanna, ritenendola responsabile dell'accaduto. Organizzerà, con la complicità di Rosario Gioncardi, amico del figlio, l'attentato in cui la Scalise verrà ferita. Fallito il primo tentativo di ucciderla, continuerà a darle la caccia fino al confronto finale nell'ufficio del commissario in cui la sua vita mafiosa finisce con la sua morte, proprio per mano di Giovanna e dopo aver ferito Mauro. Interpretato da Costantino Carrozza per le brevi apparizioni nella prima stagione e da Tony Sperandeo nella seconda stagione.

### Carla Monti
Sorella di Ferdinando Monti e responsabile dell'omicidio di Angela Rivalta e degli altri omicidi cioè quello di un videoamatore che aveva filmato tutto dalla sua abitazione di fronte e di un pittore che era un testimone scomodo. Nella terza stagione sarà l'obiettivo del X Tuscolano e, in particolare di Roberto Ardenzi. Dopo aver ordito un attentato contro il nuovo commissario Giulia Corsi, in cui rimarrà seriamente ferito l'ispettore Paolo Libero, si rifugerà con il fratello, che ha sottratto alla casa di cura in cui era ricoverato, nella casa d'infanzia. Verrà rintracciata dagli agenti del X e, nel tentativo di sparare a Giulia, ucciderà invece il fratello Ferdinando. Per vendicarsi del commissario, rapisce Sabina, la sorella minore e la porta in una casa legandola e collegandola ad una bomba. Sabina, dopo un fallito tentativo di liberarla da parte della sorella, verrà salvata da Paolo mentre Carla scappa, ma viene inseguita e catturata da Roberto e Mauro. Interpretata da Stefania Orsola Garello.

### Pietro De Santis
Esperto di pedofilia, chiamato come consulente dal X Tuscolano, è in realtà il capo di un'organizzazione di pedofili. Responsabile, tramite il caposcorta Luigi Greco, dell'uccisione di Riccardo Corsi, padre di Giulia e Sabina e magistrato dedito alla lotta contro la criminalità organizzata. In seguito, tramite Ira Droscorcic, ragazzo da lui molestato nell'infanzia e che ha totalmente plagiato, fa uccidere prima Greco per impedire che venisse arrestato ed infine Paolo Libero che si era avvicinato troppo alla sua organizzazione, su ordine dell'avvocato Luigi Balsamo, il suo finanziatore. Verrà ferito e arrestato da Giulia Corsi al termine della quarta stagione. Nella quinta stagione, in cambio di un trattamento meno duro nel carcere in cui è rinchiuso, collaborerà con Giulia per aiutarla a trovare un pedofilo che ha rapito una bambina, figlia di un carabiniere collega di Davide Rea. Interpretato da Fabrizio Contri.

### Maurizio Sarpi
Maggiore dell'esercito e comandante del nucleo di cui facevano parte in Somalia i responsabili dell'omicidio di Giorgio Liverani, il tentato omicidio di Germana e il capitano Rea da lui cresciuto come un figlio. Coinvolto nel racket dello smaltimento abusivo di rifiuti tossici, mandante dell'omicidio di Liverani e altri crimini e colluso con il procuratore Altieri, verrà da quest'ultimo ucciso dopo aver rapito Giulia. Interpretato da Glauco Onorato.

### Cesare Carrano
Ufficialmente imprenditore edile è in realtà un malavitoso, implicato nel traffico di droga e legato alla Banda della Magliana. Da ragazzino Roberto lo vide commettere un omicidio, ma, minacciato, non ebbe il coraggio di denunciarlo. Venticinque anni dopo si reincontrano quando Roberto, diventato commissario del X, assiste all'uccisione del fratello di una modella per mano di Ruggero, figlio di Carrano. Deciso a riparare alla mancata denuncia di anni prima, Roberto ingaggia con Carrano una vera e propria guerra. Carrano è responsabile involontario, per mano del suo braccio destro Gregorio Patriarca, dell'uccisione di Mauro, avvenuta durante l'evasione di Ruggero. In seguito alla morte di Ruggero, per mano di Roberto durante un secondo tentativo di evasione, Carrano decide di vendicarsi sulla famiglia di Roberto ed è responsabile di un fallito attentato a Maura, figlia di Roberto. Dopo la morte di Patriarca e di aver ucciso il suo avvocato, Carrano verrà arrestato alla fine della sesta stagione, dopo essere stato creduto morto. Interpretato da Massimo Venturiello.

### Vincenzo Neri
Boss della 'ndragheta calabrese. Principale obiettivo di Marcello Fontana, commissario del X nella settima stagione. La figlia di Neri, Nina, in seguito all'uccisione del fidanzato poliziotto per mano del padre, decide di collaborare con Fontana per incastrare il padre. Neri è responsabile della morte di Vanessa Greganti, migliore amica di Nina, uccisa dal suo braccio destro Sebastiano Morace, e dell'uccisione di Nina stessa, per mano del giudice Corradi da lui corrotto (su consiglio del suo avvocato). Verrà ucciso da un killer mandato dal suo avvocato. Della sua morte verrà inizialmente incolpato Fontana, ma in seguito verrà scoperto che il suo avvocato, Mantovani, aveva ordito il tutto per liberarsi di Neri e impossessarsi delle sue attività e contemporaneamente mettere fuori gioco Fontana. Interpretato da Giorgio Colangeli.

### Fratelli Flaviano
Giulio e Valerio, fratelli e criminali. Per acquistare una grossa partita di coltan decidono di rapinare una serie di banche e assoldano il fratello dell'ispettore Elena Argenti, Marco, per guidare la macchina, essendo il ragazzo un ex pilota di rally. Durante la prima rapina viene uccisa Irene Valli. Della sua morte è responsabile Valerio, anche se inizialmente si crede che sia stato proprio Marco Argenti a sparare. Valerio sarà in seguito anche responsabile della morte di Melissa Poggi, la donna di Giulio, che stava però collaborando con Berti e di quella di Marco, ucciso sotto gli occhi della sorella dopo essersi ribellato ai due fratelli. Giulio verrà ucciso in un blitz da Luca Benvenuto, nuovo commissario del X nell'ottava stagione. Valerio, dopo aver cercato di vendicare il fratello, rapendo Elena per attirare Berti in una trappola, verrà da quest'ultimo ucciso, dopo avere però seriamente ferito Luca. Interpretati da Emiliano Coltorti-Giulio e Massimo De Santis-Valerio.

### Dorian Laszlo
Dorian è un italo-ungherese con un figlio adottivo, Abel. Grande amico di Pavel, un esponente della mafia russa, cerca, con il suo aiuto, di entrare nell'organizzazione. Sono responsabili dell'attentato davanti al X Tuscolano in cui viene ucciso Carlo Fiorentini, medico e ex fidanzato di Anna Gori. Durante le indagini sull'attentato Anna conosce casualmente Dorian e, dopo aver scoperto che è coinvolto nella faccenda, decide d'infiltrarsi nell'organizzazione sfruttando l'attrazione che Dorian prova per lei. In seguito verrà scoperta da Pavel che dopo averla denunciata a Dorian, verrà da quest'ultimo ucciso. Alla fine, dopo aver scoperto che Anna era un'infiltrata, Dorian pur di non essere arrestato e di non coinvolgere il figlio Abel e Anna nel suo destino sceglie di morire in uno scontro a fuoco per mano di Nadja. Interpretato da Rodolfo Corsato.

### Pavel Musin
Pavel è un esponente della mafia russa, che tenta la scalata al potere di cui il boss è come un secondo padre per lui. È stato il mandante dell'omicidio di Carlo Fiorentini, perché il medico voleva denunciare la mafia russa riguardo ad un traffico di diamanti in cui era coinvolto anche lui. Conosce Dorian sin dalla tenera età, eppure nonostante la profonda diversità di carattere sono grandi amici. La relazione tra lui e Nadja è improntata più sulla complicità e alleanza criminale che sulla dolcezza (per di più Nadja è in realtà innamorata di Dorian) e Nadja vive con crescente insofferenza questo stato di cose. Morirà per mano di Dorian. Interpretato da Aleksandar Cvjetković.

### Nadja Rostova
Nadja è la fidanzata di Pavel e nipote del boss, chiamato Pope. Innamorata di Dorian, viene da lui sistematicamente respinta. Dorian, leale fino in fondo nei confronti di Pavel e con se stesso, è a sua volta innamorato di un'altra donna: Giulia Tommasi (in realtà Anna Gori). Nadja, subito sospettosa nei confronti di Anna, scopre che Pavel è stato ucciso da Dorian e ottiene dall'organizzazione il permesso di ucciderli entrambi e di recuperare un chip estremamente prezioso ed importante. Nel frattempo Dorian scopre che Anna è una poliziotta infiltrata e dopo averla tramortita, le impianta, coprendolo con un tatuaggio, il chip. In seguito Dorian e Anna si ritroveranno a collaborare di nuovo per salvare Abel, rapito da Nadja per avere in cambio il chip e la vita di Dorian. Abel verrà salvato, ma Dorian viene ucciso da Nadja che, ferita, verrà poi arrestata. Interpretata da Natasha Stefanenko.

### Luigi Balsamo
Luigi Balsamo è un avvocato, e su di lui si concentreranno le indagini di Giulia Corsi durante la decima stagione della serie. L'uomo, in realtà, è colui che ha ordinato (insieme al professor De Santis) l'omicidio di Paolo Libero sei anni prima durante le indagini legate alla rete di pedofilia di cui faceva parte il professor De Santis (che era stato mandante dell'omicidio del padre di Giulia Corsi, Riccardo Corsi). Verrà ucciso da Giulia Corsi sopra ad un cornicione. Interpretato da Yorgo Voyagis.

### Remo Damiani
Amico d'infanzia di Luca Benvenuto e dedito al traffico di droga. Sposato con Viola hanno un bambino. Delinquente di quartiere che finisce in un giro troppo grande dal quale viene risucchiato. Ma il suo animo, in fin dei conti nobile, lo porta a perdere la vita pur di salvare l'amico Luca. Interpretato da Marco Giuliani.

### Antonio Corallo
Corallo è l'ultimo cattivo della serie. Corallo, infatti era diventato un criminale quando viveva ancora a Roma. Dopo la morte della moglie si trasferì in Germania con suo figlio Cesare, aprendo un loro ristorante. Il figlio Cesare, all'oscuro dei traffici del padre, si ritrova in mezzo ad una sparatoria con Leo Brandi e Gallo, della Squadra Mobile, che si erano infiltrati nel clan. Cesare si era messo davanti al padre per proteggerlo, ma resta ucciso da un colpo di pistola involontario di Gallo. Corallo riesce a fuggire con i soldi dell'affare, e a tornare a Roma, nascondendosi in una camera d'albergo nel circolo vizioso del suo amico Martini, dove incontrerà le due escort Mara e Valentina. Le due, migliori amiche, sono decise a prendersi i soldi quando vengono a sapere del bottino di Tony, e se la prima tenta di conquistarlo, la seconda gli diventa amica. Corallo, però, uccide Luca per un caso fortuito e, dopo aver scoperto che Valentina frequenta Leonardo Brandi,  scappa. Dopo essersi nascosto in un bosco, rimane ferito dal suo stesso bastone. Si salva, però, e dopo alcuni rapimenti, si nasconde tra i barboni, travestendosi da tale. Alla fine, cercherà di completare la sua vendetta con l'aiuto di Mara, che vuole i soldi, ma prima che lui riesca ad uccidere il figlio di Leo, Gallo lo ferisce e lo arresta. Mara, prima di fuggire con i soldi di Corallo, viene arrestata anche lei dopo un faccia a faccia con la sua ex amica Valentina. Interpretato da Tommaso Ragno.

## Altri personaggi della serie
- Flavio Insinna ruolo: Luigi Falliero, primo nemico del X Tuscolano apparso nella prima e ultima puntata ferito a morte dal commissario Scalise - (Stagione 1)
- Carlo Cartier ruolo: Primo dirigente Meli - (Stagione 1)
- Alessandro Trotta ruolo: Adriano Mattei, compagno dell'agente Benvenuto - (Stagioni 1-3)
- Ludovico Fremont ruolo: fattorino amico di Nina Moretti - (stagione 1); Andrea, bombarolo arrestato da Ardenzi e Belli - (Stagione 3)
- Roberto Brunetti ruolo: Mario Pirani, tassista rapinato - (Stagione 1)
- Francesco Acquaroli ruolo: agente di Polizia Penitenziaria mandante dell'assassinio della moglie - (Stagione 1); Fausto, guardia giurata ferito durante un attacco a un portavalori - (Stagione 9)
- Yuri Cotroneo ruolo: Albertino, fidanzato di Livia Scalise - (Stagione 1)
- Nino D'Agata: ruolo: Vincenzo, padre di Albertino, fidanzato di Livia Scalise (Stagione 1); Vicequestore Severini (Stagioni 3-5)
- Alessandra Vanzi ruolo: Marisa Spano, moglie del mafioso pentito Rocco Spano - (Stagione 1); Ada, portinaia del palazzo in cui vive Katerina Ratnikova - (Stagione 11)
- Gea Lionello ruolo: vittima di una truffa - (Stagione 1)
- Tiberio Murgia ruolo: Efisio Carta - (Stagione 1)
- Mario Donatone ruolo: prof. Rebuffa - (stagione 1); Pezzotta - (Stagione 5)
- Massimo Bando ruolo: Rosario Vinci, killer mafioso che tenta di uccidere Livia Scalise ed assassino di Nina Moretti - (Stagione 1 )
- Max Mazzotta ruolo: Giorgio Brioschi, l'infiltrato nel X Tuscolano; Max Gilera, d.j. radiofonico di "Radio Tuscolo" - (Stagione 1); Sanna, lo spacciatore arrestato dal X Tuscolano - (Stagione 5)
- Stéphane Ferrara ruolo: Ninì agente infiltrato che aiuta il X Tuscolano ad arrestare i sicari del attentato a Livia Scalise, dove ha perso la vita Nina Moretti - (Stagione 1)
- Conchita Puglisi ruolo: truffatrice, agente cinematografica arrestata dal sovreintendente Ingargiola - (Stagione 1)
- Antonio Stornaiolo ruolo: pregiudicato - (Stagione 1); Gregorio Patriarca, braccio destro di Cesare Carrano e assassino di Mauro Belli, viene ucciso da Ardenzi - (Stagione 6)
- Giorgio Colangeli ruolo: Padre di una ragazza in un finto sequestro - (Stagione 1); padre di Damiano, accusato di omicidio - (Stagione 5); Don Vincenzo Neri, boss della 'Ndrangheta, viene ucciso su ordine dell'avvocato Mantovani - (Stagione 7)
- Bruno Conti ruolo: Domenico Felicetti - (Stagione 1); Venditore di pentole incastrato da Mauro Belli - (Stagione 2); Giacomo De Gregorio, titolare di una ditta di trasporti ed ex dipendente di Liverani - (Stagione 5)
- Sara D'Amario ruolo: Ragazza suicida - (Stagione 1), madre a cui hanno rapito e ucciso il figlio - (Stagione 7), dott.ssa Orlandi - (Stagione 8)
- Claudio Spadaro ruolo: Enzo, uomo che tiene segregata la moglie in casa - (Stagione 1); Benedetto - (Stagione 2); Bortoli, sequestratore della figli dei Patrizia Chiaretti - (Stagione 10)
- Renzo Stacchi ruolo: barista - (Stagione 1); Del Duca, signora che accusa Ingargiola di furto - (Stagione 4); Enzo Tiberi, vecchi conoscenza di Luca Benvenuto e istruttore di una palestra ucciso in circostante da chiarire - (Stagione 10)
- Antonio Manzini ruolo: marito della signora Ferretti - (Stagione 1); Agostino Branchet, padre di una nuotatrice - (Stagione 5); Franco Marchionne, padre a cui hanno rapito e ucciso il figlio - (Stagione 7); Diego Infante, socio d'affari di Remo Damiani prima di passare dalla parte di Luigi Balsamo, viene ucciso da Luca Benvenuto in un conflitto a fuoco - (Stagione 10)
- Stefano Ambrogi - ruolo: usuraio - (Stagione 1); Dino Testa - (Stagione 5); Pietro Bonetti - (Stagione 9); Giacomo Lanza, assassino di Luigi Francioso - (Stagione 11)
- Filippo Dini - ruolo: assistente del prof. Viberti - (Stagione 1); dottore di Mauretta - (Stagione 2); Sandro Boccia, vicequestore aggiunto della Squadra mobile che collabora con il X Tuscolano - (Stagione 11)
- Barbara Cupisti ruolo: Irene Martini, esperta di intercettazioni, innamorata di Roberto Ardenzi - (Stagioni 2-3)
- Vincenzo Crivello ruolo: Rosario "Saro" Gioncardi, figlioccio, protetto di Don Vito Tonnara è l'attentatore dell'agguato a Giovanna Scalise, viene ucciso da Tonnara - (Stagione 2)
- Elisabetta Rocchetti - ruolo: Aspirante valletta televisiva - (Stagione 2)
- Paco Reconti - ruolo: Pablo il gitano, criminale ed ex amico di Mauro e fidanzato di Angela ai tempi del liceo - (Stagione 2)
- Mirella Falco ruolo: anziana affetta da Cleptomania, muore d'infarto - (Stagione 2)
- Leandro Amato ruolo: Dott. Morelli, psicoterapeuta di Ferdinando Monti - (Stagione 2)
- Fabio Camilli ruolo: Roveda, vicequestore della Direzione investigativa antimafia che indaga sull’attentato alla Scalise - (Stagione 2), ex artificiere amico di Alessandro Berti - (Stagione 6)
- Alessia Barela - ruolo: Monica Iattarelli, aspirante valletta truffata - (Stagione 2), Valeria, sorella dell'ispettore Irene Valli - (Stagione 6)
- Angelo Maggi - ruolo: finto regista - (Stagione 2); Giorgio Pagano - (Stagione 6)
- Frida Bruno ruolo: Laura, fidanzata di Saro - (Stagione 2), donna vittima di usura (Stagione 8)
- Massimo De Santis ruolo: Rocco, uomo accusato di omicidio colposo - (Stagione 2); Rocco, fruttivendolo spacciatore e stupratore di una donna - (Stagione 4); Valerio Flaviano, capo della Banda delle Rapine e assassino di Irene Valli - (Stagione 8)
- Luis Molteni - ruolo: finto produttore televisivo - (Stagione 2); Gregori, assessore complice dell’avvocato Balsamo che muore suicida dopo essere finito nel mirino del X Tuscolano per aver frequentato dei ragazzini - (Stagione 10)
- Corrado Solari - ruolo: "Borsello", piccolo ladruncolo informatore di Manrico, viene ucciso da Tonnara - (Stagione 2); Alvaro, amico dell’istruttore Renzo Tiberi accoltellato fuori dalla propria palestra - (Stagione 10)
- Giorgia Trasselli ruolo: moglie di Marcello - (Stagione 2); Maria Battisti, ostetrica che aveva fatto partorire Alda Ridolfi - (Stagione 10)
- Sergio Solli ruolo: professore di canto - (Stagione 2); Carandrello (Stagione 8)
- Roberto Citran ruolo: Ferdinando Monti, fratello di Carla Monti, ucciso per errore da quest'ultima - (Stagioni 2-3)
- Romuald Andrzej Klos ruolo: professore vittima di un'aggressione - (Stagione 2), Mikhail Popovic, detto "Pope", boss della mafia russa, ucciso da Pavel Musin - (Stagione 9)
- Alfredo Pea ruolo: Giuseppe Morialti, padre di Andrea, bombarolo - (Stagione 3) Enzo Ferretti, padre di Regina - (Stagione 6) - Fulvio Bellingeri, padre di Claudio (Stagione 8)
- Andrea Tidona ruolo: Nobile, proprietario di un'officina a cui hanno chiesto il pizzo - (Stagione 3)
- Edoardo Costa ruolo: playboy - (Stagione 3)
- Roberto Chevalier ruolo: padre di Germana Mori - (Stagione 3)
- Pietro Taricone ruolo: Capello, spacciatore ucciso da un noto trafficante colombiano - (Stagione 3)
- Giacomo Gonnella ruolo: Tommaso Lodoli, amico di una vittima di stalking - (Stagione 3)
- Selen ruolo: se stessa vittima di una truffa - (Stagione 3)
- Riccardo Zinna ruolo: Alfio Romani, pedofilo gestore di una sala giochi - (Stagione 3)
- Andrea Misuraca ruolo: "Camomilla", prezioso informatore di Mauro Belli - (Stagioni 3-6)
- Antonio Ianniello ruolo: compagno di scuola di Sabina Corsi, partecipante all'occupazione - (Stagione 3); Ruggero Carrano, figlio del boss, viene ucciso da Ardenzi - (Stagione 6)
- Francesco Meoni ruolo: rapitore di una ragazza malata - (Stagione 3); Ralli, killer assoldato da Carrano, arrestato da Luca e Anna - (Stagione 6)
- Giorgio Caputo ruolo: Angelo - (Stagione 3); piromane - (Stagione 6)
- Eleonora Mazzoni ruolo: una delle ladre arrestata da Luca e Mauro (Stagione 3); Anna Tonelli - (Stagione 6)
- Turi Catanzaro ruolo: avvocato Diamanti, accusato di omicidio (Stagione 3), Gaetano Nicito, pentito informatore, viene ucciso da Morace per ordine di Don Vincenzo Neri - (Stagione 7)
- Alessio Sardelli: ruoli: direttore del catasto - (Stagione 3); Giovanni Cannato - (Stagione 5); uomo truffato - (Stagione 8)
- Gianna Paola Scaffidi: ruolo: proprietaria di un negozio di abbigliamento - (Stagione 3), Veronica, compagna di Antonio Parmesan - (Stagioni 7-8)
- David Brandon: ruolo: Croce, commerciante (Stagione 3); Krueger, trafficante internazionale in affari con Gerace e i Flaviano, arrestato dal X Tuscolano - (Stagione 8)
- Stefano Pesce ruolo: Valerio Mattei, ex scorta del magistrato Riccardo Corsi, morto in ospedale per le ferite riportate in occasione di un'esplosione di un'abitazione - (Stagione 3); ispettore Lorenzo Monti - (Stagione 9)
- Simone Gandolfo ruolo: pirata della strada - (Stagione 3); Dimitri Bokov/Ivan Dragof, infiltrato della DIA nella mafia russa, morto suicida in una vecchia fabbrica dopo essere stato scoperto da Dorian - (Stagione 9)
- Marco Minetti ruolo: Lorenzo Nigi - (Stagione 3); Carlo Gastaldi - (Stagione 10); padre di Chiara - (Stagione 11)
- Luigi Maria Burruano ruolo: Otello Baccari, ex rapinatore arrestato dal Decimo Tuscolano - (Stagione 4)
- Marco Giuliani ruolo: Danilo Parisi, meccanico, assassino di un barbone - (Stagione 4); Remo Damiani, amico d’infanzia di Luca Benvenuto attorno al quale ruota tutta la storia di questa stagione - (Stagione 10)
- Dario Penne ruolo: padre di Valerio Mattei - (Stagione 4)
- Massimo Corvo ruolo: Scalone, scommettitore di incontri clandestini di pugilato arrestato dall'ispettore Libero - (Stagione 4)
- Giuseppe Cederna ruolo: Luigi Greco, ex caposcorta del giudice Riccardo Corsi, ucciso da Ira Droscorcic per simulare un suicidio su ordine di Pietro De Santis, in modo che non venisse arrestato - (Stagione 4)
- Pierluigi Coppola ruolo: Rocco Crisardi/Ira Droscorcic (anagramma di Riccardo Corsi) rapitore pedopornografico e assassino di Luigi Greco e Paolo Libero, ucciso dal professor Pietro De Santis - (Stagione 4)
- Patrizia Punzo ruolo: dott.ssa Marina Stopponi, responsabile dell'affidamento del piccolo Pietro alla famiglia Belli e grande amica di Antonio Parmesan - (Stagioni 4-5)
- Viktorija Larčenko ruolo: Ania - (Stagione 4); Elena, ragazza ucraina rapita che entra in confidenza con Ugo Lombardi - (Stagione 7)
- Antonio Zavattieri ruolo: Commissario Evangelisti della squadra mobile - (Stagione 4); dottor Antonio Franchi, collega di Bagilupo e anch'egli colluso con la mafia russa, arrestato dal X Tuscolano - (Stagione 9)
- Jerry Mastrodomenico ruolo: fotografo dell’orfanotrofio di Ira Droscorcic - (Stagione 4); amico di un idraulico - (Stagione 6); padre di Desirèe - (Stagione 8); dottor Biffi, pediatra che faceva degli esperimenti su alcuni bambini - (Stagione 9); dottore che medica Oscar Romero e Remo Damiani e che viene ucciso proprio da quest’ultimo - (Stagione 10)
- Giovanni Guidelli ruolo: Commissario Turchi, ucciso da Ardenzi mente stava per sparare alla Corsi - (Stagione 5)
- Francesco Pannofino ruolo: Fausto Taddei, usuraio accusato di omicidio - (Stagione 5)
- Stefano Masciarelli ruolo: datore di lavoro di Adele che sfrutta le proprie dipendenti straniere - (Stagione 5)
- Luigi Di Fiore ruolo: Pasquale Terenzi, l'attentatore dell'agguato a Germana Mori, viene ucciso dalla Oriani perché non venisse arrestato su ordine di Sarpi - (Stagione 5)
- Thomas Trabacchi ruolo: Giuseppe Castaldo, ex sodale di Terenzi, ucciso su ordine di Sarpi in modo che incriminasse il capitano Rea - (Stagione 5)
- Paola Tiziana Cruciani ruolo: vedova Parrini - (Stagione 5); vicina di Loredana - (Stagione 8)
- Danilo Nigrelli ruolo: Bruno Cattaneo, accusato di omicidio e mandante dell'omicidio di Paolo Silvestri (Stagione 5) - Maggiore Saverio Patrizi, capo della DIA che collabora con la squadra del X Tuscolano - (Stagioni 7-9)
- Moira Grassi ruolo: Antonella Oriani (detta Nina) uccisa da Parmesan fuori dal distretto dopo aver sottratto al distretto insieme al suo compagno Giuseppe Castaldo il cd-rom di Liverani per ordine di Sarpi - (Stagione 5)
- Ottavio Amato ruolo: Giorgio Liverani, broker ucciso da Terenzi in un agguato nella villetta con Germana Mori - (Stagione 5); avvocato Ghini, cliente della escort Valentina Bini e del circolo “Appia Sport Village” - (Stagione 11)
- Francesco Siciliano ruolo: Sergio Premoli, avvocato ed amante di Luca Benvenuto - (Stagione 5)
- Emanuela Rossi ruolo: Lucia, madre di un figlio in un finto sequestro - (Stagione 5)
- Edoardo Sala ruolo: Tenente Nicola Riva, grande amico e collega di Davide Rea, accusato di aver coperto il capitano cui ha salvato la figlia - (Stagione 5)
- Vincenzo Salemme ruolo: se stesso vittima di una truffa - (Stagione 5)
- Damiano Russo ruolo: Ivano Frattini, assassino di un ex detenuto - (Stagione 5); Claudio Bellingeri, ragazzo con dei problemi - (Stagione 8)
- Diego Verdegiglio ruolo: professore di Francesco, figlio di Vittoria Guerra - (Stagione 5); Anselmo Stucchi, usuraio - (Stagione 7); Liguori - (Stagione 9); preside - (Stagione 11)
- Mario Opinato ruolo: Gaetano Nazzari, rapinatore (Stagione 5); Ruben Castiglia, rapinatore e proprietario di un locale di lap dance - (Stagione 6)
- Raffaella Rea ruolo: amica di Cinzia (Stagione 5); Giovanna "Nina" Neri, figlia di Don Vincenzo Neri, uccisa per mano del procuratore Corradi su suggerimento dell'avvocato Mantovani per evitare che testimoniasse contro il padre - (Stagione 7)
- Denis Fasolo ruolo: ragazzo accusato di stupro - (Stagione 5), Giorgio Potenza, fidanzato di Anna, arrestato da quest'ultima - (Stagione 7)
- Marco Rossetti ruolo: Carlo Rondelli - (Stagione 5); Valentino, complice di furti di Giorgio Potenza, il fidanzato di Anna Gori - (Stagione 7)
- Tullio Sorrentino ruolo: barista - (Stagione 5); Lallo, amico di Mauro che si è autoaccusato di omicidio - (Stagione 6); Rambaldi, boss narcotrafficante rivale di Don Vincenzo Neri, arrestato dagli uomini del X Tuscolano - (Stagione 7); Oscar Romero, trafficante di droga della banda di Remo Damiani e assassino di Sara Rostagno, ucciso da Luca Benvenuto - (Stagione 10)
- Ninni Bruschetta: Signor Magri, padre di Giacomo - (Stagione 5); Marco Gallo,  commissario della squadra mobile - (Stagione 11)
- Claudio Masin: Giorgio Panessa, assistito dell’avvocato Silvestri - (Stagione 5); Ernesto Facci, faccendiere amico di Rocco Liverani - (Stagione 11)
- Giuseppe Gandini ruolo: avvocato Bruno Grimaldi, viene ucciso da Carrano per averlo tradito - (Stagione 6)
- Giuseppe Loconsole ruolo: Gaetano Maiorca, uomo dell'organizzazione di Carrano, viene ucciso da Patriarca su ordine di Carrano - (Stagione 6)
- Vincenzo Ferrera ruolo: Aldo Morini, bombarolo assoldato da Gregorio Patriarca per uccidere Ardenzi - (Stagione 6)
- Alessio Caruso ruolo: Claudio, malvivente arrestato dal X Tuscolano - (Stagione 6)
- Antonella Attili ruolo: Simona Baresi, madre di Marcello, un bambino rapito e ucciso dal nonno - (Stagione 6); moglie di Morbelli - (Stagione 11)
- Sergio Graziani ruolo: nonno di Marcello, responsabile del rapimento e dell'uccisione del nipote (Stagione 6); Anselmo Filippi - (Stagione 8); marito di Luciana - (Stagione 9)
- Giacinto Ferro ruolo: Ettore Panetta, anziano che si spaccia per Parmesan dopo avergli rubato i documenti - (Stagione 6)
- Salvatore Lazzaro ruolo: Valerio Nardi, ispettore di polizia a cui hanno violentato la moglie - (Stagione 6)
- Dante Biagioni ruolo: Mario Le Noci - (Stagione 6); nonno Ferdinando - (Stagione 9)
- Maria Chiara Augenti ruolo: Federica Severi, ragazza malata terminale che compie una rapina assieme alla sorella, muore in ospedale dopo aver partorito il figlio - (Stagione 6)
- Valentina Lodovini ruolo: Silvia Severi, sorella di Federica e sua complice - (Stagione 6)
- Fernando Cormick ruolo: Felipe, maestro di tango argentino di Vittoria Guerra - (Stagione 6)
- Caterina Sylos Labini ruolo: madre di Adele e suocera di Ugo Lombardi - (Stagione 6)
- Aurora Cancian ruolo: suor Elisabetta, direttrice di un orfanotrofio - (Stagione 6)
- Eleonora Sergio ruolo: Enza, vittima di uno stupro e moglie dell'ispettore Valerio Nardi - (Stagione 6); Melissa Poggi, fidanzata di Giulio Flaviano, viene uccisa da Valerio - (Stagione 8)
- Susy Laude ruolo: Letizia, fidanzata di Alessandro Berti - (Stagione 6), Sara Rostagno, sorella dell'ispettrice Barbara Rostagno, uccisa dal trafficante di droga Oscar Romero - (Stagione 10)
- Pierluigi Misasi ruolo: Armani, il giornalista di "Polizia Moderna" sull'inchiesta di Mauro Belli - (Stagione 6); Sicario di Vincenzo Neri, arrestato da Luca e Anna mentre stava compiendo un attentato alla famiglia di Fontana su ordine di Neri - (Stagione 7); Don Carmine Serao, boss dell'omonima famiglia siciliana e socio d’affari di Luigi Balsamo, arrestato dal X Tuscolano - (Stagione 10)
- Arcangelo Iannace ruolo: pizzaiolo Alberto Ferri - (Stagione 6); cacciatore Stefano Gualtieri - (Stagione 11)
- Carlina Torta ruolo: moglie di Riccobene - (Stagione 6); moglie di Milano - (Stagione 11)
- Gilda Lapardhaja ruolo: Jelena, ragazza lituana - (Stagione 6); Rita fidanzata di Dimitri Bokov/Ivan Dragof - (Stagione 9); sorella di Radescu - (Stagione 11)
- Gianni Franco ruolo: Galderisi, padre di una ragazza violentata fuori da una discoteca gay - (Stagione 7); Magrelli, direttore di banca - (Stagione 8); Donato Riccobene - (Stagione 9)
- Patrizio Pelizzi ruolo: Flavio De Mola, accusato di omicidio - (Stagione 7); Raimondo Nesi, collaboratore e Direttore di banca- (Stagione 8);  Assistente Capo e artificiere antisabotatore della Polizia di Stato Lince, collabora con il Vice Questore aggiunto Luca Benvenuto - (Stagione 10)
- Tamara Tassi ruolo: Tamara, agente del X Tuscolano - (Stagioni 7-11)
- Mimmo Mancini ruolo: Sebastiano Morace, braccio destro di Don Vincenzo Neri, si suicida in modo che non venga arrestato - (Stagione 7)
- Carlo Greco ruolo: avvocato Mantovani, legale di Don Vincenzo Neri e vero mandante dell'uccisione di sua figlia Nina, arrestato da Fontana - (Stagione 7)
- Elisabetta Pellini ruolo: Tiziana Cattaneo, medico legale - (Stagione 7)
- Azzurra Antonacci ruolo: Vanessa Greganti, amica del cuore di Nina, uccisa per ordine di Don Vincenzo Neri - (Stagione 7)
- Robert Madison ruolo: Walter Martino, falso piantone di guardia addetto alla sorveglianza di Nina e uomo di Don Vincenzo Neri - (Stagione 7)
- Mario Sgueglia ruolo: produttore Verlenghini- (Stagione 7); Tommaso Scorza - (Stagione 9)
- Donatella Pompadour ruolo: Claudia Mantovani, avvocatessa nipote del legale del boss Don Vincenzo Neri - (Stagione 7), moglie del cacciatore Stefano Gualtieri, sequestrata da Corallo - (Stagione 11)
- Ettore D'Alessandro ruolo: Remo Cerrone, spacciatore di droga affiliato alla cosca di Rambaldi - (Stagione 7); Jonathan, tecnico informatico - (Stagione 11)
- Maria Pia Di Meo ruolo: suocera di una donna alcolizzata indagata per la presunta uccisione del figlio - (Stagione 7)
- Giorgio Locuratolo ruolo: Carlo Ronchi, medico stupratore - (Stagione 7)
- Stefano Mondini ruolo: genero del signor Palmiro - (Stagione 7)
- Massimo Rinaldi ruolo: Giovanni Vasari, proprietario di un'agenzia che assume cubiste (Stagione 7)
- Ginestra Paladino ruolo: assistente sociale di Nick, ragazzino percosso dalla madre che diventerà grande amico di Luca - (Stagione 7); Greta Monti, ex moglie dell'ispettore Lorenzo Monti - (Stagione 9)
- Fabrizio Romano ruolo: Mazzola - (Stagione 7); Mario Rossi, uomo di Balsamo ucciso da Benvenuto - (Stagione 10)
- Antonella Bavaro ruolo: Manila - (Stagione 7); Patrizia Clementi, amante del rapinatore accusato di omicidio - (Stagione 9); Viola Damiani, moglie di Remo e amica d'infanzia di Luca Benvenuto - (Stagione 10)
- Dante Palladino ruolo: Don Luciano Gerace, boss della camorra, viene ucciso da Valerio e Giulio Flaviano - (Stagione 8)
- Sandra Franzo ruolo: dottoressa Di Matteo, medico legale - (Stagione 8)
- Pino Quartullo ruolo: Klaus Vincenzi, attore scelto per interpretare la parte de Il Commissario Lombardi, tratto dall'omonimo libro scritto da Ugo Lombardi - (Stagione 8)
- Andrea Sartoretti ruolo: Federico Bergamini, delinquente che viene ucciso per legittima difesa da Anna Gori - (Stagione 8)
- Luca Ward: Maffei, medico chirurgo indagato per il presunto assassinio della moglie - (Stagione 8)
- Adelmo Togliani ruolo: Gaetano Bardoni,  uccide la fidanzata perché lo tradiva e prende in ostaggio Anna perché fisicamente somiglia alla sua fidanzata defunta  - (Stagione 8)
- Lucia Rossi ruolo: Virna, dipendente di un call center - (Stagione 8); Miriam, amica di vecchia data di Dorian che viene uccisa da Nadja Rostova - (Stagione 9)
- Maurilio Leto ruolo: marito della signora Renzi rapita dai fratelli Flaviano - (Stagione 8); Tiziano Bocci, sospettato dell’omicidio del proprietario di un autosalone - (Stagione 10)
- Massimiliano Pazzaglia ruolo: Roberto Morelli - (Stagione 8); Giorgio Zani, concessionario di Fabio Baldani - (Stagione 11)
- Isabelle Adriani ruolo: dottoressa Carolina Ferretti, affascinante psicologa che segue gli agenti del X Tuscolano - (Stagione 9)
- Paolo Pierobon ruolo: dottor Mario Bagilupo, collega di Carlo Fiorentini corrotto dalla mafia russa e ucciso da Pavel Musin - (Stagione 9)
- Claudia G. Moretti ruolo: Susanna Airolfi, commissario del XII distretto dal quale proviene Gabriele Mancini - (Stagione 9)
- Alice Palazzi ruolo: Francesca Sculli, vittima di uno stupro - (Stagione 9)
- Alisa Bystrova ruolo: Maria/Katarina Kasparova, donna delle pulizie del P.M. Castelli che si rivelerà essere la talpa assoldata dalla mafia russa - (Stagione 9)
- Paolo Buglioni ruolo: Salvatore Bartoli, accusato di omicidio - (Stagione 9)
- Marianna De Rossi ruolo: Laura Orsini, fidanzata di una vittima - (Stagione 9)
- Francesca Giovannetti ruolo: Virginia Donati, affascinante medico legale che fa colpo su Mancini ed Esposito - (Stagioni 9-10)
- Fortunato Cerlino ruolo: Andrea Vitale - (Stagione 9); Luigi Palmieri - (Stagione 10); professor De Santis - (Stagione 11)
- Viola Graziosi ruolo: vicina di casa di Palmieri - (Stagione 10)
- Mauro Pirovano ruolo: Duccio, vecchio amico di Vittoria Guerra che si finge malato con l’intento di fare l’amore con lei per l’ultima volta - (Stagione 10)
- Ines Nobili ruolo: signora Terenzi - (Stagione 10)
- Camilla Ferranti ruolo: Alessia Delnevo, dipendente e amante segreta della signora Terenzi - (Stagione 10)
- Alessia Fabiani ruolo: amica di Simonetta - (Stagione 10)
- Roberto Salemi ruolo: Ettore Micini, autista e braccio destro di Luigi Balsamo, ferito da Remo - (Stagione 10)
- Luisa Marzotto: Luisa Baccarini, uccisa su ordine di Balsamo (Stagione 10)
- Mario Cordova ruolo: Questore Fittante - (Stagione 10)
- Bruno Torrisi ruolo: Licata, Questore di Palermo - (Stagione 10)
- Vincenzo Crea ruolo: Marco Damiani, figlio di Remo e Viola - (Stagione 10)
- Ludovica Modugno ruolo: Renata, madre di Viola Damiani - (Stagione 10)
- Helmut Hagen ruolo: Reiner Schweinsteiger, è il padre di Ingrid che con la moglie (Alison Adam) verrà ospitato dai consuoceri Giuseppe Ingargiola e Vittoria Guerra - (Stagione 10)
- Paola Perego ruolo: Alda Ridolfi, nota conduttrice televisiva uccisa dopo un servizio - (Stagione 10)
- Luca Mannocci ruolo: Antonio Marcelli, presunto assassino di Alda Ridolfi - (Stagione 10)
- Roberta Lena ruolo: moglie del giornalista Cosimo Notari - (Stagione 10)
- Alessandra Bellini ruolo: Patrizia Chiaretti, madre di una bambina scomparsa - (Stagione 10)
- Giorgio Cantarini ruolo: amico dello spacciatore Adriano Accardi - (Stagione 10)
- Orsetta De Rossi ruolo: Daniela Veneziani, gallerista - (Stagione 10)
- Bruno Crucitti ruolo: Filippo Riccardi, uomo che denuncia la scomparsa di moglie e figlia - (Stagione 10)
- Daniele De Angelis ruolo: Ivan Abate, amico di Marcello, un ragazzo ucciso su un campo a calcetto - (Stagione 10)
- Giorgio Ginex ruolo: padre di Ivan Abate - (Stagione 10)
- Katia Beni ruolo: signora Piccoli, direttrice della scuola di danza - (Stagione 10)
- Tatiana Luter ruolo: allieva della scuola di danza - (Stagione 10)
- Piero Cardano ruolo: Giulio, ragazzo che si autoaccusa ingiustamente di un omicidio - (Stagione 10)
- Fabrizio Nevola ruolo: Andrea Greco, presunto violentatore seriale frequentato dalla Rostagno - (Stagione 10)
- Vanessa Daniela Villafane ruolo: Valeria Corelli, presunta vittima di Greco - (Stagione 10)
- Daniela Scarlatti ruolo: moglie di Carlo Gastaldi - (Stagione 10)
- Sara Tommasi ruolo: prostituta che racconta alla polizia che Balsamo è scappato dalla villa con un taxi - (Stagione 10)
- Miriam Leone ruolo: Mara Fermi, escort dell'"Appia Sport Village" e amica di Valentina Bini, arrestata da Esposito - (Stagione 11)
- Simone Colombari ruolo: Franco Martini, amico fidato di Toni Corallo e proprietario del circolo "Appia Sport Village", arrestato da Brandi - (Stagione 11)
- Marisa Jara ruolo: Blanca De Rio, animatrice del circolo - (Stagione 11)
- Alberto Gimignani ruolo: Uomo smemorato, vittima di un'aggressione - (Stagione 1), Giovanni Polidori, assassino di un suo amico violento Michele Bologna - (stagione 3), Mario Benassi, assassino della moglie slava incinta di tre settimane Miriana - (stagione 5), vice questore aggiunto Giancarlo Guarinelli - (Stagione 11)
- Massimo Bonetti ruolo: Rocco Liverani, fratello di Giorgio, il broker ucciso nella quinta stagione mentre era in compagnia di Germana; Rocco è evaso e fa di tutto per rivedere sua figlia Alice (Beatrice Galati) fino a quando viene arrestato - (Stagione 11)
- Annamaria Malipiero ruolo: Rita, madre della figlia di Rocco Liverani - (Stagione 11)
- Marzia Fontana ruolo: ragazza sequestrata da Liverani mentre il fidanzato (Luca Saccoia) viene minacciato a un distributore - (Stagione 11)
- Caterina Silva ruolo: Liliana Scopelliti, prostituta che trova il cellulare di Benvenuto - (Stagione 11)
- Rino Cassano ruolo: Giovanni Cayard, amico di Franco Martini - (Stagione 11)
- Nicoletta Della Corte ruolo: Francesca Linares, commercialista e amica di Franco Martini - (Stagione 11)
- Dar'ja Bajkalova ruolo: Katerina Ratnikova, prostituta amica di Rita, la donna di Rocco Liverani, nonché compagna segreta del vicequestore Guarinelli - (Stagione 11)
- Paolo Romano ruolo: Fabio Baldani, imprenditore e padre di un bambino rapito - (Stagione 11)
- Eleonora Ivone ruolo: Giulia Baldani, moglie di Fabio e madre del piccolo Riccardo - (Stagione 11)
- Federico Tocci ruolo: rapitore del figlio do Baldani - (Stagione 11)
- Roberto Ciufoli ruolo: Rivalta, ricettatore che diventa informatore del X Tuscolano - (Stagione 11)
- Tina Femiano ruolo: Adele, zia di Rivalta - (Stagione 11)
- Marina Limosani ruolo: Daniela, amica di Mara Fermi e frequentatrice del circolo di Martini - (Stagione 11)
- Luigi Di Majo ruolo: Giorgio Malucelli, dottore che si autoaccusa di aver investito una ragazza uccidendola coprendo il figlio (Riccardo Vianello) - (Stagione 11)
- Carlo Caprioli ruolo: Stefano Pasquini, ciclista che ricatta Malucelli perché ha visto l’incidente - (Stagione 11)
- Manuela Zanier ruolo: amante di Pasquini - (Stagione 11)
- Paolo Bernardini ruolo: Massimo, piccolo delinquente in cui si imbatte Barbara Rostagno che in realtà ha messo su una truffa di auto insieme all fidanzata - (Stagione 11)
- Caterina Misasi ruolo: Eliana Priverno, fidanzata di Massimo - (Stagione 11)